# Vogelsberg
Vogelsberg je pohoří vulkanického původu v Německu. Nachází se v zemském okrese Vogelsberg ve spolkové zemi Hesensko. Má rozlohu 2500 km² a nejvyšším vrcholem je Taufstein se 773 metry nad mořem. Název znamená „Ptačí hory“ a je spojen s krajovou legendou o kováři, který vyzrál na čerta.
Vogelsberg je součástí Středoněmecké vysočiny, sousedí s pohořím Rhön na východě, Knüllem na severu, Spessartem na jihu a na západě přechází do nížiny Wetterau. Vznikl v důsledku sopečné činnosti před 20–15 miliony lety a je největším čedičovým masivem v Evropě. Vogelsbergem prochází hranice mezi povodím Rýna a Vezery, pramení zde řeky Schwalm a Nidda i přítoky Fuldy a Kinzigu. Nejbližším velkým městem je Fulda.
Oblast je lesnatá, převládá buk. Centrální část pohoří je chráněna jako Naturpark Hoher Vogelsberg. Žije zde rys ostrovid a kočka divoká, byla také hlášena pozorování vlka obecného.
Vogalsberg byl známý těžbou štěrku a železné rudy. V novější době je oblast využívána především k rekreaci, provozuje se jízda na běžkách, cyklistika i inline bruslení, na svazích hory Hoherodskopf byly vybudovány sjezdovky.